# 大浪橋

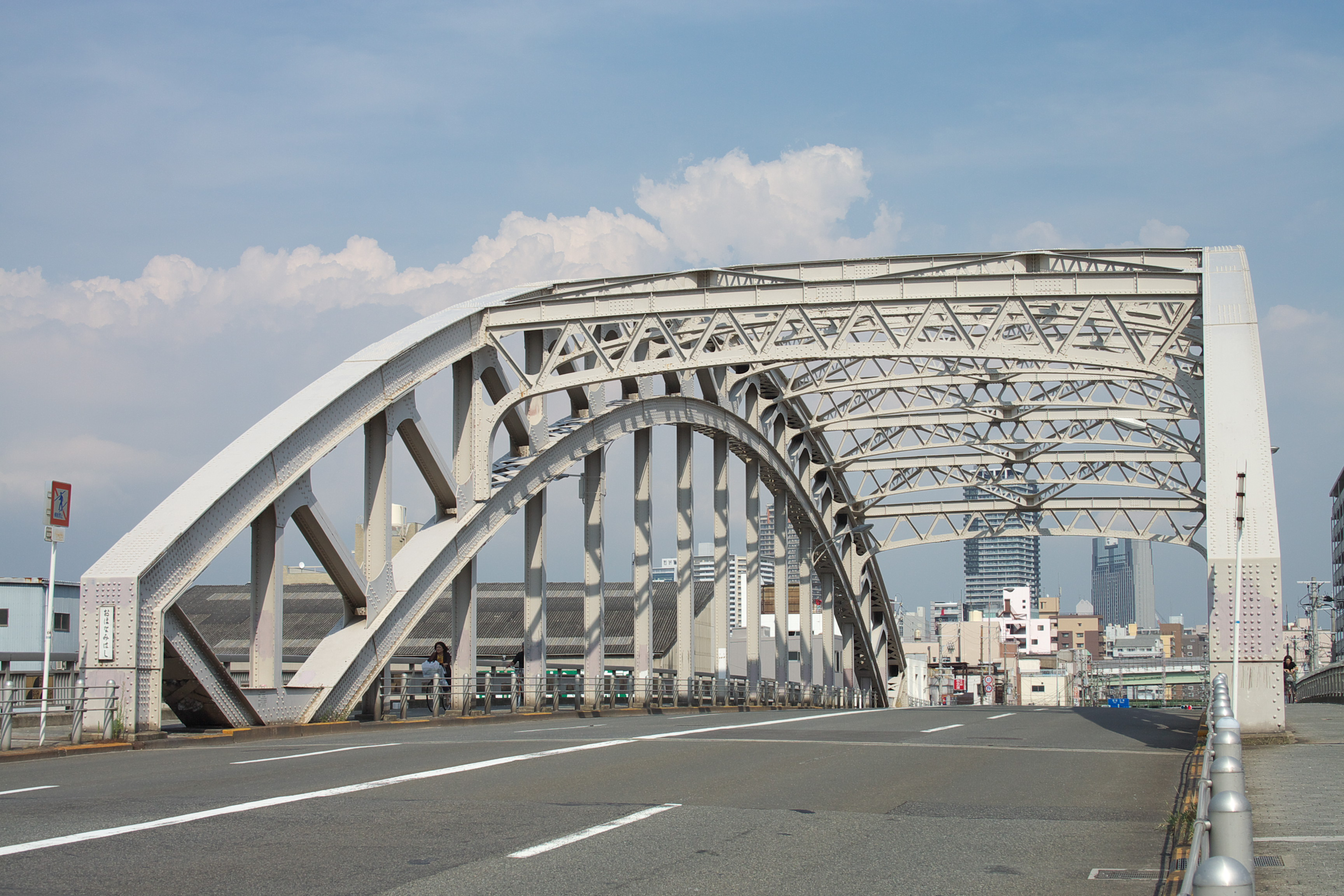
大浪橋

大浪橋（おおなみばし）は、大阪市の木津川に架かる大浪通の橋である。大正区と浪速区を結んでおり、両区の頭文字をとって名付けられた。

## 概要
大阪市の第二次都市計画事業によって都市計画道路難波泉尾線の橋として昭和9年（1934年）6月から工事が開始された。戦前に架橋された木津川の橋としては最も下流にあった。当時はこの場所を大きな船舶が頻繁に通っていたため、木津川を一跨ぎする橋脚のない橋となった。また橋の桁下高さを確保するため橋高がかなり高くなっている。当初は幅員が19.4mだったが、後に歩道部分がアーチの外側へ取り付け拡幅されて21.7mとなった。
- 橋長：81.5m
- 幅員：21.7m
- 形式：鋼製ブレースドリブタイドアーチ橋
- 開通：昭和12年（1937年）3月
- 位置：大阪市大正区 - 浪速区